# Antocha possessiva
Antocha possessiva är en tvåvingeart som beskrevs av Young 1994. Antocha possessiva ingår i släktet Antocha och familjen småharkrankar. Inga underarter finns listade i Catalogue of Life.